# ورزشگاه پیرلوییجی پنزو
 ورزشگاه پیرلوییجی پنزو  (به ایتالیایی: Stadio Pier Luigi Penzo) ورزشگاهی در شهر ونیز در کشور ایتالیا است.
بازی‌های خانگی باشگاه فوتبال ونتزیا در این ورزشگاه برگزار می‌شود.